# هايا (إله)
هايا هو زوج الإلهة نيدابا في ديانة بلاد ما بين النهرين القديمة. كان هايا إلهًا للكتابة في البداية، لكنّه ارتبط لاحقًا بالحبوب والزراعة. أعتبر لاحقًا حاجبًا وبوابًا، وأشارت له بعض النصوص على أنه والد نينليل. عبد بشكل كبير في سلالة أور الثالثة، حيث بنيت له معابد في أوما، أور وكوارا. لاحقًا، بات له معبد في آشور، وربما في نينوى. عبد إله باسم هايا في مملكة ماري، لكنه قد يكون إلهًا مختلفًا.